# Liste des îles d'Équateur
Voici une liste des îles d'Équateur.

## Îles Galápagos

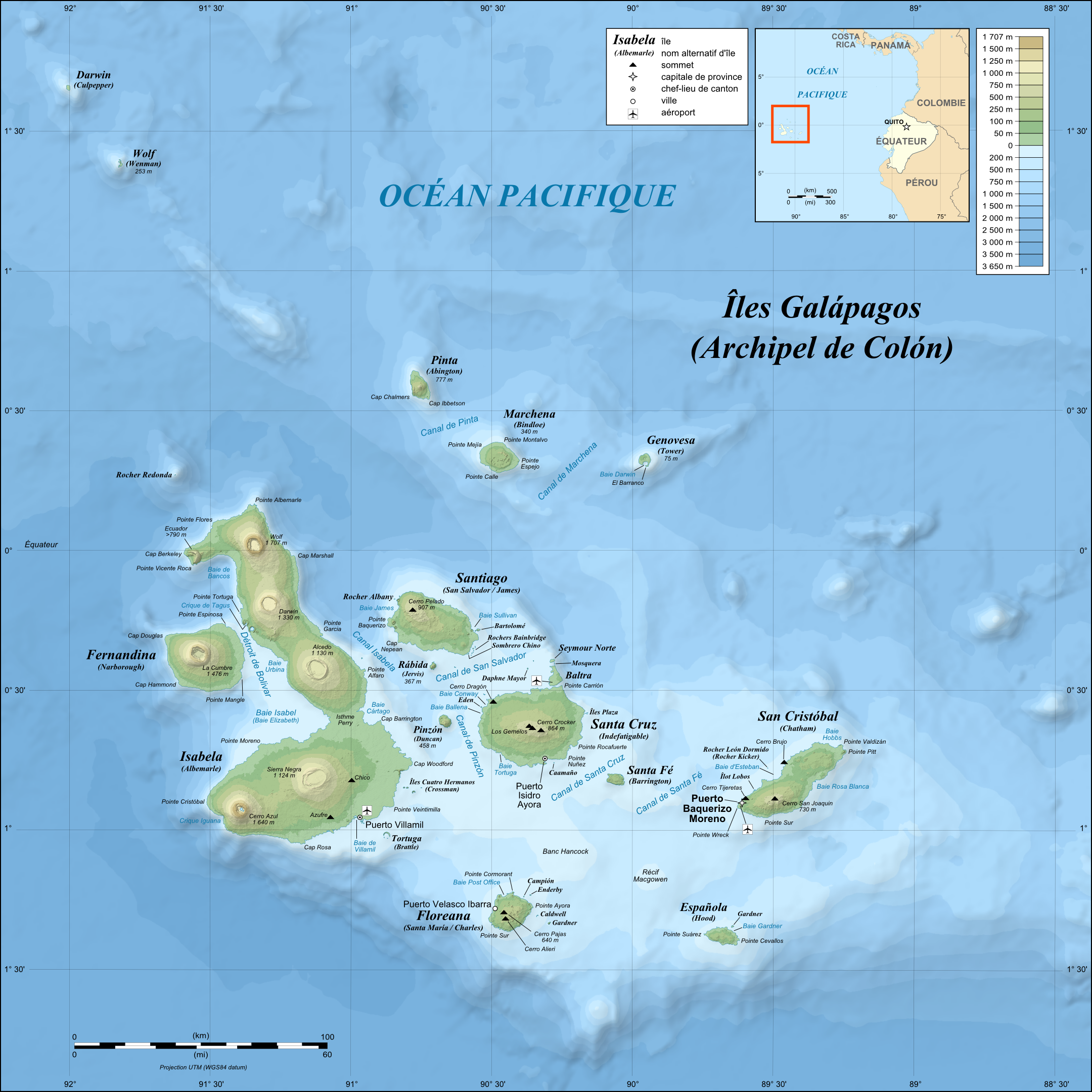
Carte des îles Galápagos.

- Île Baltra
- Île Bartolomé
- Île Darwin
- Île Española
- Île Fernandina
- Île Floreana
- Île Genovesa
- Île Pinzón
- Île Isabela
- Île Marchena
- Île Pinta
- Îles Plaza
- Île Rábida
- Île San Cristóbal
- Île Santa Cruz
- Île Santa Fé
- Île Santiago
- Île Seymour Nord
- Île Tortuga
- Île Wolf

## Golfe de Guayaquil

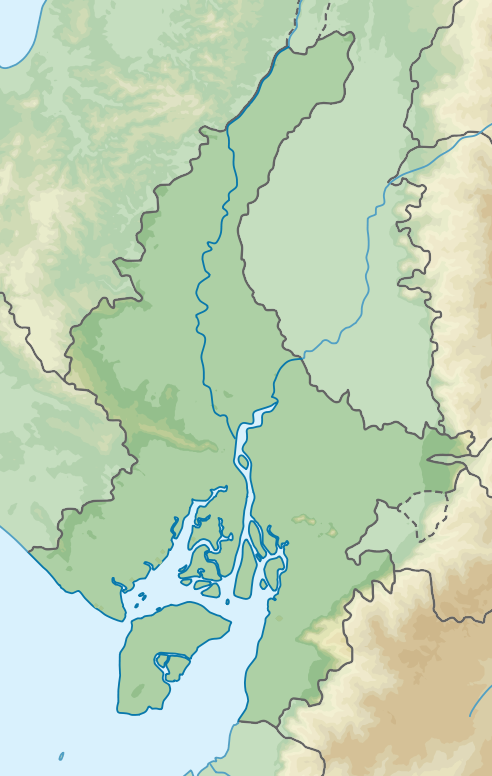
En bas à gauche, le golfe de Guayaquil et les îles à l'embouchure des ríos Daule et Babahoyo.

- Île de Santa Clara (es)
- Île Puná
- Île Verde
- Île Escalante
- Île Chupadores Grande
- Île San Ignacio
- Île Bellavista
- Île de Los Quiñones
- Île de Los Chalenes
- Île La Orosco
- Île Las Cojas
- Île de la Providencia
- Île de la Esperanza
- Île Santa Ana
- Île Mondragón
- Île de los Ingleses
- Île Santay
- Île Mocoli

### Archipel de Jambelí

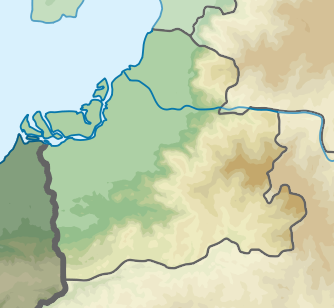
L'archipel de Jambelí, sur la côte de la province d'El Oro.

- Île Chupadores
- Île Jambelí
- Île Patria ou Las Huacas
- Île Payana
- Île Pongal
- Île Tembleque ou Costa Rica
- Île Callejones
- Île Chalaquera
- Île Gato
- Île La Bartola
- Île La Bartola Chica
- Île La Burra
- Île Las Piedras
- Île Pollos
- Île Puercos
- Île Róbalo
- Île San Antonio
- Île Vacas

## Réserve écologique de mangroves Cayapas-Mataje
| Îlot Pelado Île Salango Île de la Plata Îlot Pedernales Île de l'Amor-Cojimies Île de Júpiter Réserve écologique de mangroves Cayapas-Mataje |

- Île Palma Real
- Île Santa Pedro
- Île Tatabrero
- Île Santa Rosa
- Île de Los Pajaros
- Île Canchimalero
- Île La Tola

## Autres
- Île de l'Amor-Cojimies
- Île Júpiter
- Île de la Plata
- Îlot Pedernales
- Île Salango
- Îlot Pelado